# 金正新
金正新（1950年—），汉族，中华人民共和国政治人物、第十一届全国政协委员。
加入中国民主建国会，担任民建河南省洛阳市委主委。2008年，当选第十一届全国政协委员，代表中国民主建国会，分入第七组。